# Gus: El gato del teatro
Gus: El gato teatral es un poema, y un personaje ficticio descrito en El libro de los gatos habilidosos del viejo Possum de T.S. Eliot. Es conocido como el gato del teatro debido a que en su juventud fue actor. Gus, cuyo nombre completo es Aspargus (espárrago), es también un personaje en la adaptación musical Cats, de Andrew Lloyd Webber, quien tomó como base el libro de poemas de Eliot.  En la obra musical, el poema es tomado casi al pie de la letra para la canción 
"Gus: The Theatre Cat".

## El poema
El poema describe a Gus como un gato viejo, débil y venerado que "sufre parálisis, lo cual provoca que le tiemblen sus patas". Su pelaje es raído y "él ya no es un terror para los ratones y las ratas". De joven fue actor, de lo cual se describe una remembranza. Además de interpretar grandes personajes y obras de Shakespeare, llegó a actuar con actores de la talla de Henry Irving y Herbert Beerbohm Tree. Gus critica a los jóvenes actores, a quienes no considera tan bien entrenados como lo estaban los actores durante la época de la reina Victoria.

«Gus is the Cat at the Theatre Door.

His name, as I ought to have told you before,

is really Asparagus. That´s such a fuss

to pronounce, that we usually call him just Gus.

His coat's very shabby, he´s thin as a rake,

And he suffers from palsy that makes his paw shake.

Yet he was, in his youth, quite the smartest of Cats—

But no longer a terror to mice and to rats».
«Gus es el gato a la puerta del teatro.

Su nombre, como debí mencionarte antes,

es realmente Asparagus. Pero como es un lío para pronunciar,

nosotros usualmente lo llamamos simplemente Gus

Su abrigo está muy roído, y él es tan flaco como un palillo

Y como sufre de parálisis por eso sus patas tiemblan.

Él fue, en su juventud, el más listo de los gatos

pero ahora ya ni es el terror de los ratones y las ratas.»
T.S. Eliot, El libro de los gatos habilidosos del viejo Possum.

## El musical

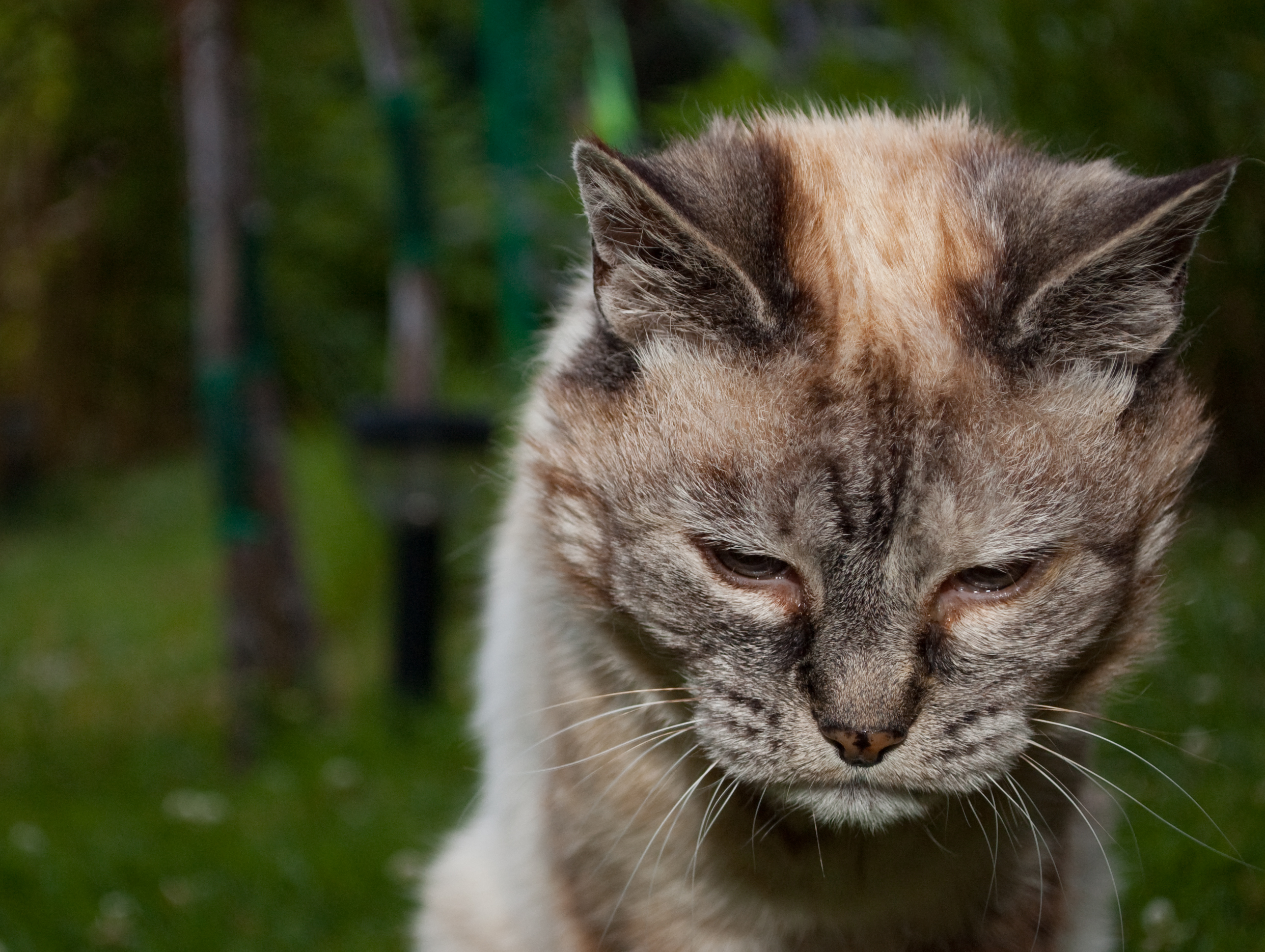
Ejemplar de gato con avanzada edad (20 años).

El personaje de Gus realiza su aparición en escena poco después de iniciado el segundo acto. Su canción es interpretada por él mismo y Jellylorum, la cual cuenta los aspectos más destacados en el apogeo de su carrera como actor, cuando éste era joven, lo cual, contrasta con su estado presente. Su historia cuenta que "él había actuado con Irving y con Tree".  Pero tanto él como Jellylorum narran con particular énfasis su creación en el rol de Fireforefiddle, el demonio de las montañas del norte de Inglaterra.
Un corto pasaje del poema es realmente la única desviación importante de la letra. La canción en lugar de decir: "una vez interpretó a Tigre —lo podría hacer otra vez— a quien un coronel indio  persiguió en un sumidero";  se modifica a: "una vez interpretó a Growltiger —lo podría hacer otra vez". Esta modificación es utilizada para dar entrada a la canción secundaria "Growltiger's Last Stand" (La última resistencia de Growltiger), en donde Gus interpreta el papel de Growltiger, un gato pirata. Al terminar esta canción secundaria, Gus retoma la canción principal cantando una breve repetición de la letra.
En la versión fílmica del DVD de 1998 —al igual que en algunas producciones teatrales—, la canción secundaria "Grouwltiger's Last Stand" no fue grabada de forma completa,  Gus solamente canta la canción principal. Esto se debió principalmente a que el papel de Gus fue interpretado por sir John Mills, quien para ese momento contaba con aproximadamente noventa años de edad.
Entre los actores que han interpretado el papel se encuentran Stephen Hanan quien realizó la primera interpretación de Gus y Growltiger, además del papel de Bustopher Jones. En el tour nacional por los Estados Unidos, el papel fue interpretado por Bronson N. Murphy.

## En la cultura popular
En la película Logan´s Run, durante su búsqueda por el Santuario, Logan y Jessica conocen a un anciano en la Biblioteca del Congreso de Estados Unidos. El anciano tiene muchos gatos y se refiere a los nombres de los gatos, explicando que cada gato tiene tres nombres: uno común, uno de fantasía, y otro que solo el gato conoce.  Más tarde, el anciano se refiere a un gato en particular, éste es precisamente Gus, abreviatura de Asparagus (espárrago).
La descripción en el poema original cuando Gus interpreta a "Tigre... a quien un coronel indio  persiguió en un sumidero" está basada en el relato corto La casa deshabitada de sir Arthur Conan Doyle. En este relato se narra que el coronel Sebastian Moran —jefe subalterno del tristemente célebre profesor Moriarty—, había perseguido a un tigre comedor de hombres en un sumidero durante su servicio militar en la India, lo cual sucedió antes de iniciar su carrera criminal.